# Möckenau

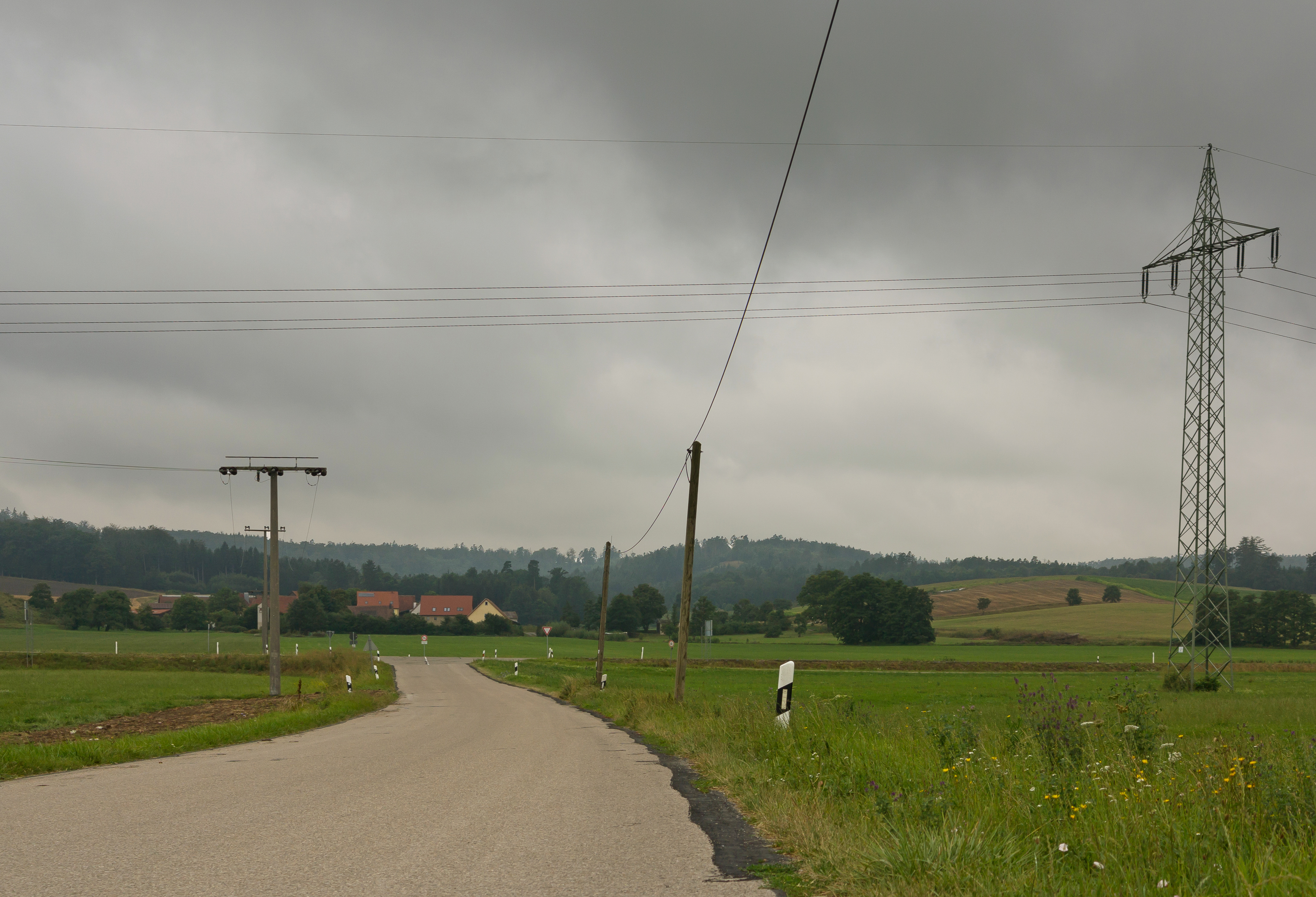
Zwischen Möckenau und Oberdachstetten, Freileitungsmaste im Panorama

Möckenau (fränkisch: Megn-aab) ist ein Gemeindeteil der Gemeinde Oberdachstetten im Landkreis Ansbach (Mittelfranken, Bayern). Möckenau liegt in der Gemarkung Mitteldachstetten.

## Geografie
Nördlich des Weilers fließt der Stockbach, südwestlich entspringt der Wasengraben. Beide sind rechte Zuflüsse der Fränkischen Rezat. 0,5 km nordwestlich liegt die Flur Eckertslohe, 0,5 km nordöstlich das Heimatsfeld. Eine Gemeindeverbindungsstraße führt nach Mitteldachstetten (1,4 km östlich) bzw. die Bundesstraße 13 kreuzend nach Spielberg (1 km westlich).

## Geschichte
Möckenau ist durch die Deutschordenskommende Virnsberg als Rodungssiedlung angelegt worden. Im 13. Jahrhundert wurde der Ort erstmals urkundlich erwähnt. Der Ortsname leitet sich von einem gleichlautenden Flurnamen ab, dessen Bestimmungswort der Personenname Meko ist. Im Salbuch der Kommende von 1574 wurden für „Möckenaib“ drei Anwesen angegeben (2 Höfe, 1 Gut).
Gegen Ende des 18. Jahrhunderts gab es in Möckenau zwei Anwesen und ein Gemeindehirtenhaus. Das Hochgericht übte das brandenburg-bayreuthische Schultheißenamt Markt Bergel aus. Die Dorf- und Gemeindeherrschaft hatte das Obervogteiamt Virnsberg. Die beiden Halbhöfe hatten die Deutschordenskommende Virnsberg als Grundherrn.
Von 1797 bis 1808 unterstand der Ort dem Justiz- und Kammeramt Ansbach.
Im Rahmen des Gemeindeedikts wurde Möckenau dem 1808 gebildeten Steuerdistrikt Mitteldachstetten und der 1811 gegründeten Ruralgemeinde Mitteldachstetten zugeordnet. Am 1. Januar 1972 wurde Möckenau im Zuge der Gebietsreform nach Oberdachstetten eingemeindet.

### Baudenkmal
- Haus Nr. 1: eine Fachwerkscheune mit Krüppelwalm (wohl aus dem 18. Jahrhundert) mit Gartenummauerung[11]

### Einwohnerentwicklung
| Jahr      | 001818 | 001840 | 001861 | 001871 | 001885 | 001900 | 001925 | 001950 | 001961 | 001970 | 001987 | 002006 | 002015 | 002019 |
| Einwohner | 28     | 29     | 39     | 38     | 30     | 27     | 29     | 43     | 30     | 31     | 13     | 25     | 15     | 13     |
| Häuser    | 5      | 5      |        |        | 5      | 5      | 5      | 5      | 5      |        | 5      |        |        |        |
| Quelle    | [ 13 ] | [ 14 ] | [ 15 ] | [ 16 ] | [ 17 ] | [ 18 ] | [ 19 ] | [ 20 ] | [ 21 ] | [ 22 ] | [ 23 ] |        | [ 24 ] | [ 25 ] |

## Religion
Der Ort ist seit der Reformation evangelisch-lutherisch geprägt und bis heute nach St. Bartholomäus (Oberdachstetten) gepfarrt. Die Einwohner römisch-katholischer Konfession sind nach St. Dionysius (Virnsberg) gepfarrt.